# (11315) Salpêtrière
(11315) Salpêtrière (1994 NS1) – planetoida z pasa głównego asteroid okrążająca Słońce w ciągu 3,62 lat w średniej odległości 2,36 j.a. Odkryta 8 lipca 1994 roku.